# Казіміро Торрес
Казіміро Луїс Торрес Вальдес (ісп. Casimiro Luis Torres Valdes) — чилійський футболіст, що грав на позиції півзахисника, за клуб «Евертон» (Вінья-дель-Мар), а також національну збірну Чилі.

## Клубна кар'єра
Грав за команду «Евертон» з Вінья-дель-Мар. 

## Виступи за збірну
1930 року дебютував в офіційних матчах у складі національної збірної Чилі. Протягом кар'єри у національній команді провів у її формі 2 матчі на чемпіонаті світу 1930 року в Уругваї проти французів (1:0) та аргентинців (1:3)